# Begonia anaimalaiensis
Espèce
Synonymes
- Begonia anamalayana Bedd.[1]
- Begonia reniformis Bedd.[1]

Begonia anaimalaiensis est une espèce de plantes de la famille des Begoniaceae. Ce bégonia est endémique d'Inde. L'espèce a été décrite en 1864 par Richard Henry Beddome (1830-1911). L'épithète spécifique anaimalaiensis signifie «d'Anaimalai (en)», une petite commune indienne située dans l'état de Tamil Nadu.

## Répartition géographique
Cette espèce est originaire du pays suivant : Inde, dont elle est endémique.